# Gruppo Rover
Il Gruppo Rover (in inglese Rover Group) era un'azienda automobilistica britannica, nata nel 1986 con la modifica del nome del Gruppo Austin Rover, sottodivisione dell'azienda di proprietà statale British Leyland. Con la privatizzazione del 1988 fu ceduta alla British Aerospace e infine passò alla BMW. Nel 2000 i diversi marchi furono scorporati e venduti, e i principali furono raccolti dal Gruppo MG Rover.

## Storia
Nel 1986 il governo guidato da Margaret Thatcher ha assunto Graham Day alla guida della British Leyland. Il gruppo britannico, di proprietà statale, subiva da anni gravi perdite e il manager canadese era stato ingaggiato con il preciso obiettivo di risanare i conti per poi procedere alla privatizzazione dell'azienda. Day ha quindi iniziato un profondo processo di ristrutturazione, volto al ridimensionamento dell'azienda con la cessione di tutte le divisioni considerate meno redditizie. Poco dopo l'insediamento di Day British Leyland ha ufficialmente cambiato nome in Rover Group plc.
I primi disinvestimenti hanno riguardato le attività legate alla produzione di veicoli commerciali. Nel 1987 la Leyland Trucks e la Freight Rover sono state vendute alla DAF, mentre la Leyland Bus è stata oggetto di un management buyout. Stesso destino ha subito la Unipart, azienda produttrice di ricambi e servizi logistici, anch'essa ceduta tramite un management buyout. A quel punto il ridimensionamento dell'azienda al solo settore automobilistico era completato. Nel portafoglio del gruppo rimanevano così la Land Rover e il Gruppo Austin Rover. Anche quest'ultimo è stato oggetto di tagli. Nel 1988, infatti, il marchio Austin, ormai ritenuto obsoleto e decadente, è stato ritirato dal mercato per puntare su Rover ed MG, ritenuti più competitivi e apprezzati dal pubblico.
Nel 1988 il gruppo è stato ufficialmente privatizzato, venendo ceduto alla British Aerospace per 150 milioni di sterline. Day è rimasto come presidente e amministratore delegato, mentre Kevin Morley è stato nominato direttore operativo. Nel 1989 il gruppo ha cambiato è stato nuovamente rinominato, diventando Rover Group Holdings Limited, mentre il Gruppo Austin Rover è diventato Rover Group Limited. L'azienda operava sul mercato con i marchi Rover, MG e Land Rover.
La strategia del gruppo era di concentrare la maggior parte delle risorse sullo sviluppo del marchio Rover. Dopo la chiusura della Austin due dei suoi ultimi modelli, le berline Montego e Maestro, hanno subito un leggero aggiornamento stilistico per essere vendute senza marchio, rinunciando quindi a farle passare sotto l'ombrello Rover. L'utilitaria Austin Metro ha invece subito un aggiornamento nel 1990 che l'ha fatta diventare Rover Metro.
Nel 1994 la British Aerospace, terminati i 6 anni in cui si era impegnata con il governo britannico a non vendere, ha ceduto l'80% delle quote del Gruppo Rover alla BMW per 800 milioni di sterline. Questo ha causato il disimpegno della Honda, che era impegnata in una joint-venture con il gruppo fin dal 1980 e ne deteneva il restante 20% delle quote. Un mese dopo la chiusura dell'accordo con BMW, anche Honda ha ceduto all'azienda tedesca anche le sue quote. Gli accordi di licenza riguardanti la produzione dei modelli Rover 200, 400, 600 e 800, che erano stati sviluppati congiuntamente dalle due aziende, sono rimasti però attivi. Milioni di sterline investite dalla BMW non sono tuttavia bastate a salvare il Gruppo Rover. Secondo alcune stime la bancarotta del Gruppo Rover è costata complessivamente 15 miliardi di marchi all'azienda tedesca.
Nel marzo 2000 BMW ha ufficialmente messo in vendita il Gruppo Rover. Gli asset dell'azienda sono stati spacchettati per essere venduti separatamente e massimizzarne il valore. Gli impianti di Cowley e Swindon sono stati mantenuti dalla BMW per costruire la nuova generazione della Mini, che avrebbe debuttato sul mercato l'anno successivo. La Land Rover e il suo impianto di Solihull sono stati acquistati dalla Ford, che l'ha così riunita con la Jaguar. Tutto ciò che rimaneva, tra cui la Rover e la MG, l'impianto di Longbridge e i diritti su una lunga serie di marchi ormai scomparsi (tra i quali Austin e Morris), è stato ceduto per la cifra simbolica di 10 sterline al Phoenix Consortium, un consorzio formato da ex dirigenti del Gruppo Rover. Questi asset sono stati riuniti all'interno di una nuova società, denominata Gruppo MG Rover. Quest'ultima riprenderà ad operare sul mercato producendo modelli a marchio Rover ed MG, prima di fallire anch'essa nel 2005.

## Modelli sviluppati
- Rover 200 seconda serie (1989)
- Rover 100 (1990)
- Rover 400 (1990)
- Rover 800 seconda serie (1991)
- Rover 600 (1993)
- Rover 100 seconda serie (1995)
- MG F (1995)
- Rover 200 terza serie / Rover 25 (1995)
- Rover 400 seconda serie / Rover 45 (1995)
- Rover 75 (1999)

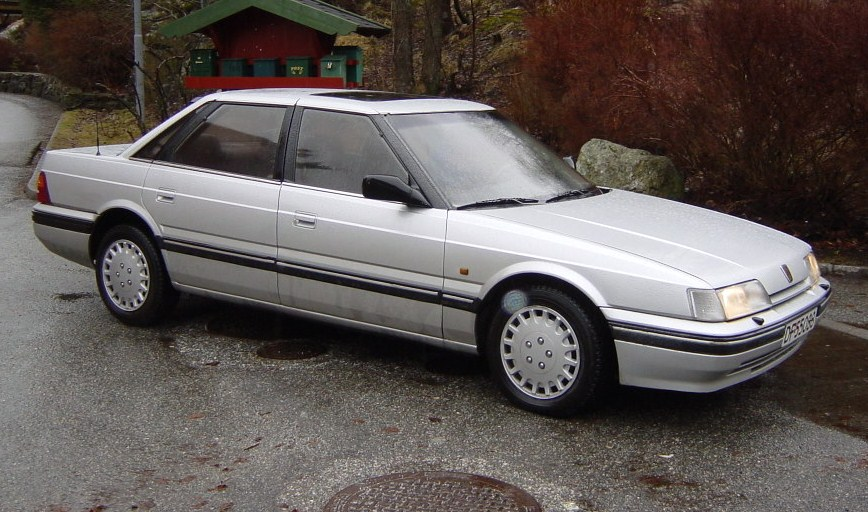
Il family feeling del Gruppo Rover nella seconda metà degli anni Ottanta: una Rover 800
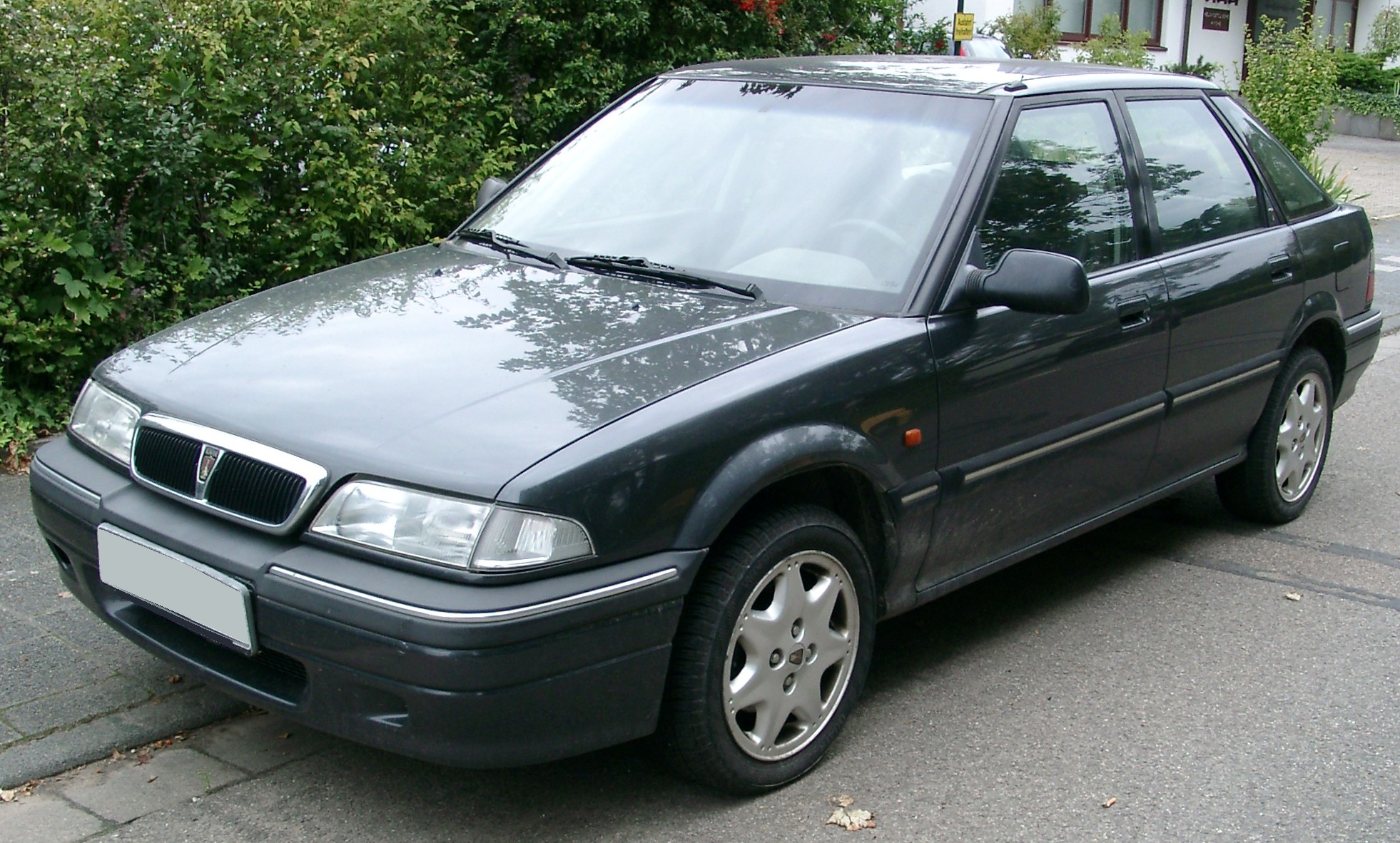
L'evoluzione del family feeling nei primi anni Novanta: una Rover 200 post-facelift (1991)
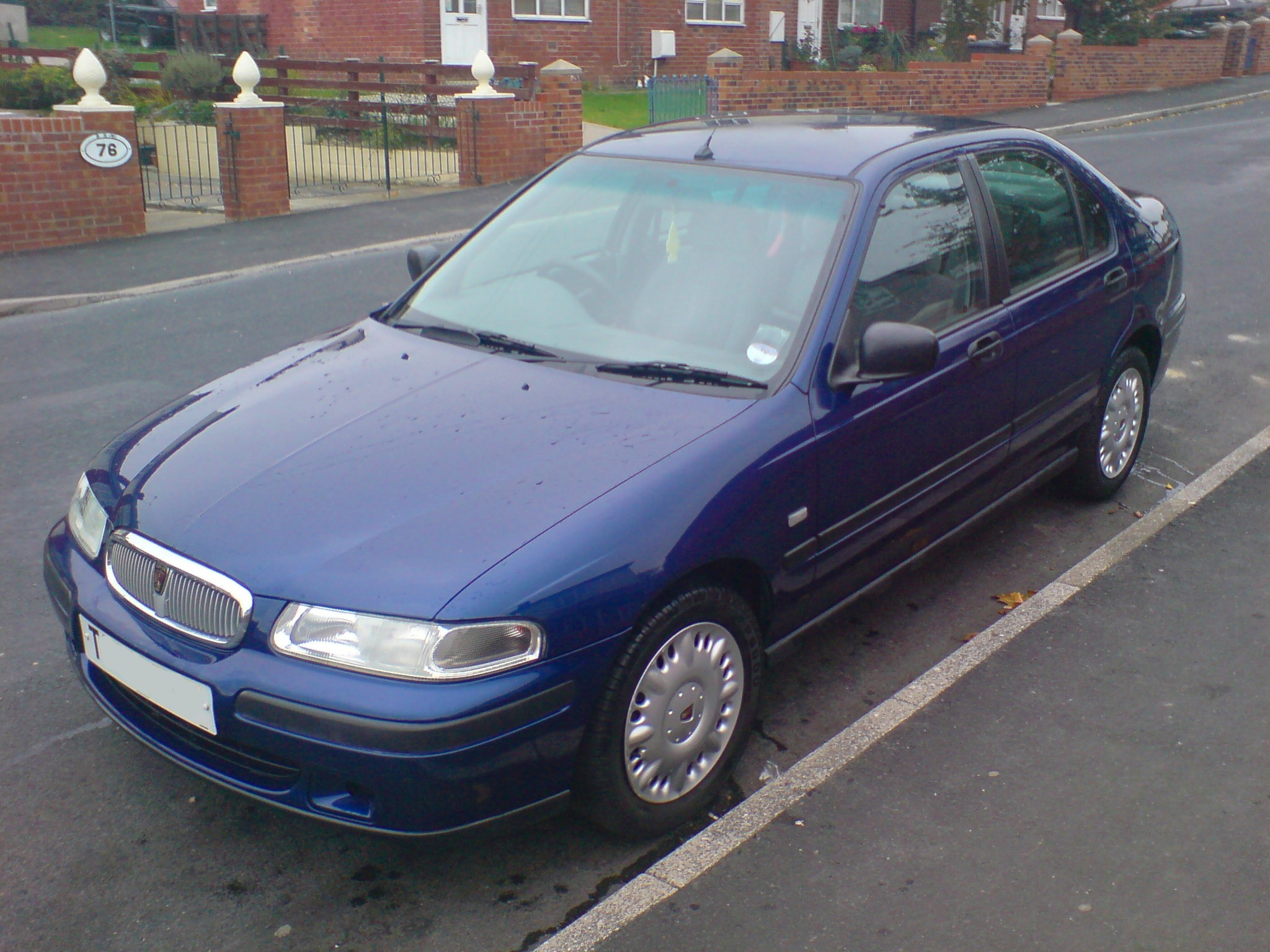
L'evoluzione del family feeling a metà anni Novanta: una Rover 400 seconda serie (1995)
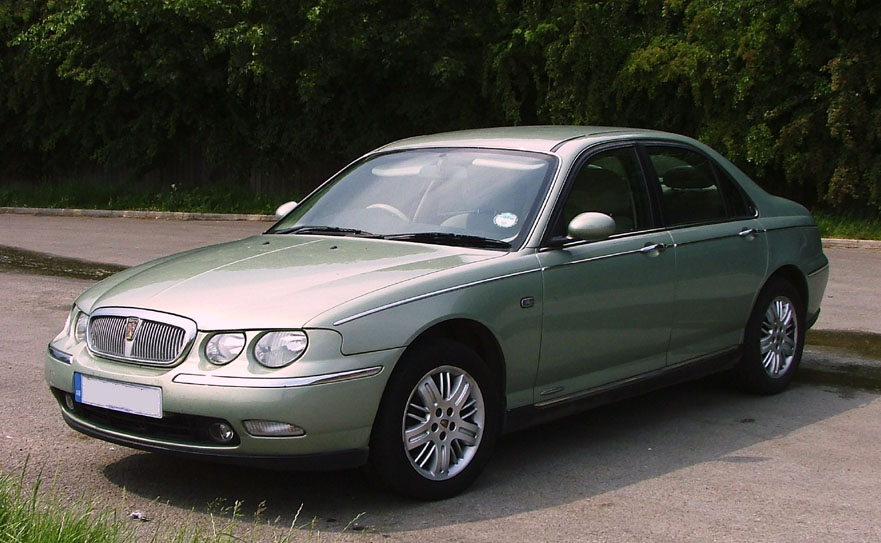
L'ultima evoluzione: una Rover 75 (1999)